# Objaw Hegara
Objaw Hegara – objaw należący do objawów prawdopodobnych wczesnej ciąży. Polega na rozpulchnieniu cieśni macicy podczas ciąży. Szyjkę i trzon macicy bada się jako dwie odrębne struktury.
Został opisany po raz pierwszy przez jednego z asystentów niemieckiego ginekologa-położnika Alfreda Hegara, następnie uwzględniony w podręczniku Hegara z 1895 roku.